# Čipelka
Čipelka är ett vattendrag i Tjeckien. Det ligger i den nordvästra delen av landet, 40 km norr om huvudstaden Prag.